# 18117 Jonhodge
18117 Jonhodge (2000 NY23) là một tiểu hành tinh vành đai chính được phát hiện ngày 5 tháng 7 năm 2000 bởi LONEOS program ở Trạm Anderson Mesa thuộc Đài thiên văn Lowell gần Flagstaff, Arizona.